# ۴۲۰ (عدد)
۴۲۰ (انگلیسی: 420) یک عدد پس از ۴۱۹ و پیش از ۴۲۱ است.